# Burmilla
Vous lisez un « bon article » labellisé en 2014.
Pour des articles plus généraux, voir Chat et Race (chat).
Le burmilla est une race de chats originaire d'Angleterre faisant partie du groupe des asians. Son développement commence durant les années 1980 à la suite d'un croisement fortuit entre une chatte burmese lilas et un persan chinchilla. Le burmilla est reconnu une dizaine d'années plus tard par deux registres d'élevage européens d'importance : le Governing Council of the Cat Fancy (GCCF) puis la Fédération internationale féline (FIFé). Les registres américains reconnaissent la race à titre provisoire dans les années 2000. La race est d'effectifs moyens en Europe et se situe en milieu de tableau des races les plus populaires en France.
Le burmilla est un chat de taille moyenne et de type médioligne semi-foreign. Le standard est calqué sur celui du burmese anglais. La robe est tipped, c'est-à-dire que la couleur est repoussée à l'extrémité du poil, ce qui donne une fourrure blanche hâlée de couleurs. Les croisements autorisés varient selon les fédérations : le burmese anglais, l'asian et le persan sont les races les plus souvent citées.
Le burmilla est généralement décrit comme un chat extraverti et joueur, d'un tempérament doux et gentil. L'entretien consiste en un brossage hebdomadaire.

## Historique

### Un croisement fortuit

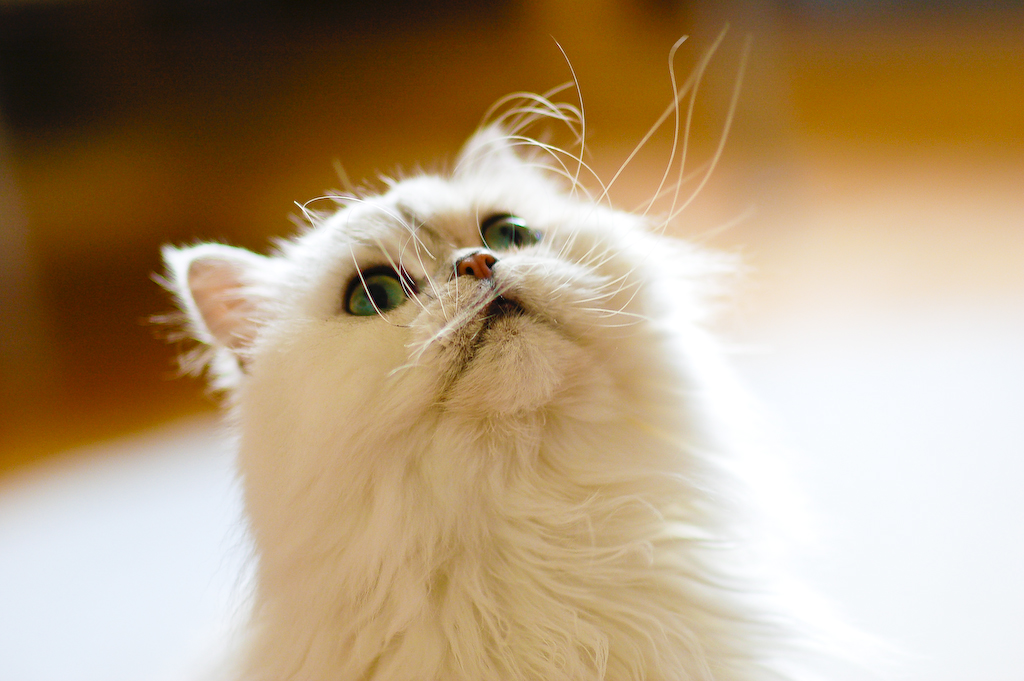
Le burmilla est issu d'un croisement accidentel avec un persan chinchilla.

La création de la race date de 1981 et résulte d’un croisement accidentel. La baronne Miranda von Kirchberg, éleveuse de burmeses, possède un persan silver chinchilla mâle acheté pour son mari et appelé Sanquist. Peu avant la date prévue pour sa castration, un croisement fortuit est réalisé avec une femelle burmese à la robe lilas appelée Fabergé. Selon le témoignage de la baronne, une femme de ménage a laissé entrer Sanquist dans la pièce où Fabergé, en chaleur, attendait que lui soit présenté un autre burmese.
Bien que la femelle fut couverte par un autre mâle de race appropriée, quatre chatons femelles à la robe noire silver shaded, couleur qui ne laisse aucun doute sur la paternité de Sanquist, naissent le 11 septembre 1981 : Galatea, Gemma, Gabriella et Gisella. Ces quatre femelles sont si belles que la baronne refuse de les castrer comme il est d'usage en de tels accidents et les utilise comme base pour la création d'une nouvelle race.

### Le développement de la race

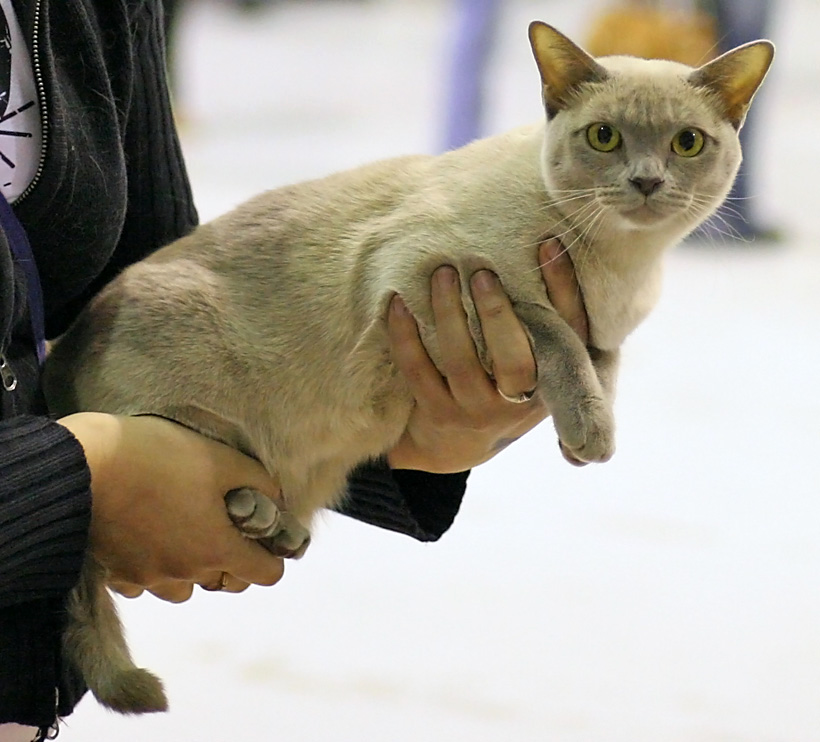
Le burmese, comme cette femelle lilas présentée en exposition féline à Jyväskylä en Finlande, est à l'origine de la race.

Miranda von Kirchberg et son amie éleveuse Thérèse Clarke décident de créer une nouvelle race en se basant sur Gemma et Galatea. La baronne croise à nouveau son persan Sanquist avec une autre burmese de son élevage. En 1982, un mâle, Jacynth, naît de cette union, qui, avec ses deux demi-sœurs est à l'origine de nombreuses lignées de burmillas. Les deux éleveuses décident que cette nouvelle race ressemblerait au burmese anglais, notamment parce qu'aucune confusion avec d'autres races n'est possible. Elles rédigent le standard sur la base de celui du burmese. Le nom choisit pour cette race est « burmilla », contraction des termes « burmese » et « chinchilla ».
Des croisements consanguins sont réalisés pour fixer certaines caractéristiques morphologiques, notamment le poil court. En effet, l'apport du persan a amené le gène récessif produisant le poil mi-long et il était indésirable.
La Burmilla Association est créée par Miranda von Kirchberg pour promouvoir et développer la race. En 1984, Thérèse Clarke crée le Burmilla Cat Club. Le Burmilla Cat Club publie régulièrement une revue, le BCC Mews et en quatre ans réunit une cinquantaine de membres. Les deux clubs développent deux aspects différents du burmilla : la Burmilla Association se concentre sur la conservation du type morphologique, tandis que le Burmilla Cat Club travaille sur la qualité du tipping de la robe.

### La reconnaissance de la race

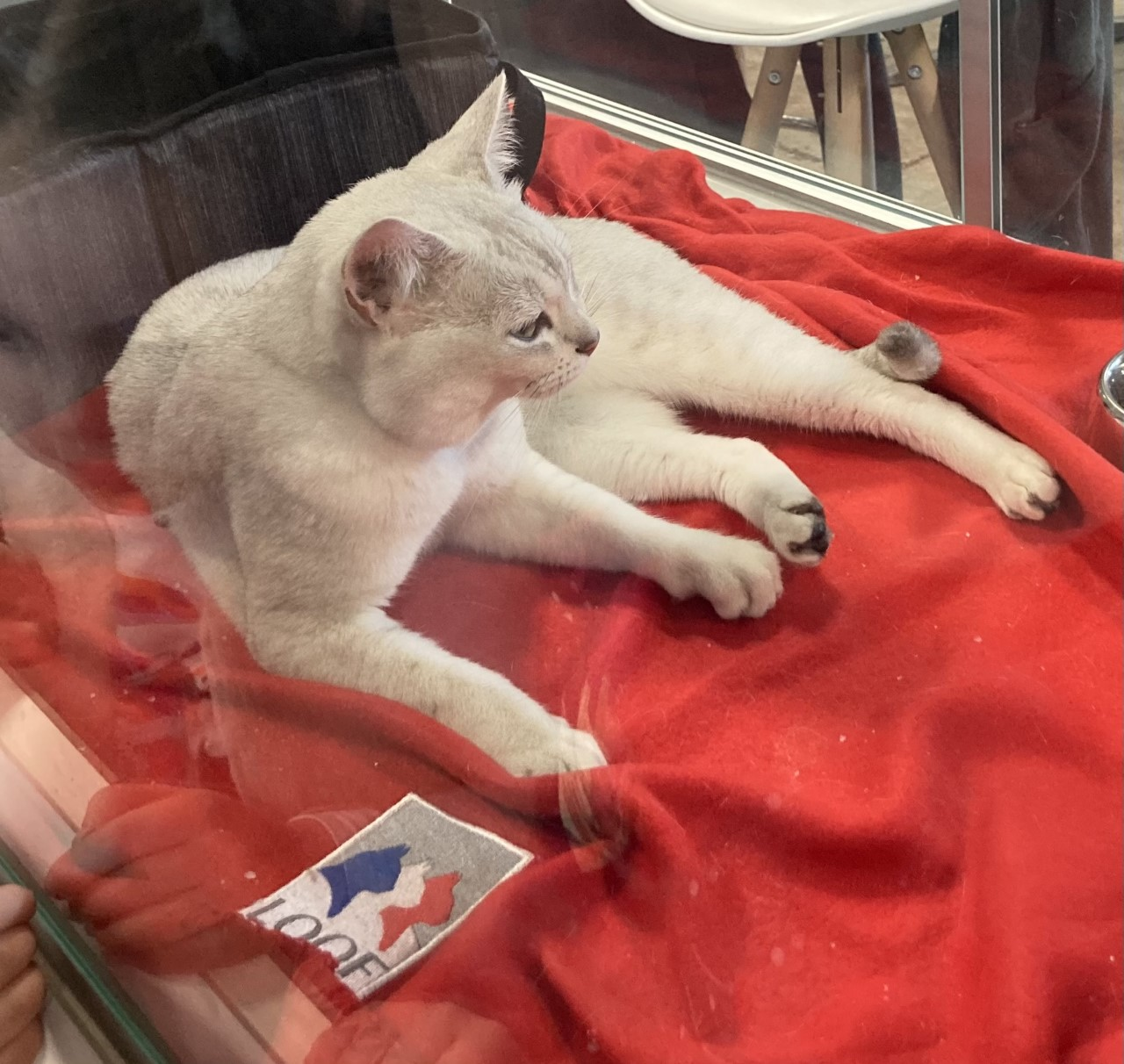
Chat burmilla inscrit au LOOF.

L'action cumulée des deux clubs de la race permet de hisser rapidement le burmilla comme une « nouvelle race » solide. Le travail pour la reconnaissance de la race commence dès 1983. La baronne choisit de développer d’autres couleurs et ces chats sont actuellement reconnus sous le nom d'asians. Thérèse Clarke continue à travailler les lignées silver et la Governing Council of the Cat Fancy (GCCF) reconnaît la race dès 1989 et la Fédération internationale féline (FIFé) en 1994. Les deux principales fédérations américaines, la Cat Fanciers' Association (CFA) et la The International Cat Association (TICA), reconnaissent le burmilla comme une « nouvelle race »,.
La race est rare aux États-Unis et en France. Selon les statistiques du Livre officiel des origines félines (LOOF), on ne comptait entre 2003 et 2013 que 343 burmillas enregistrés, soit 0.17 % du total des chats de race en France. En 2013, le burmilla est classé à la 31e place sur 72 races en nombre d'inscriptions au LOOF. Il est cependant la race du groupe des asians la plus populaire en France.

## Standards
Pour le LOOF, les standards du burmese anglais, de l'asian et du burmilla sont identiques hormis ce qui concerne les croisements et couleurs autorisés.

### Corps

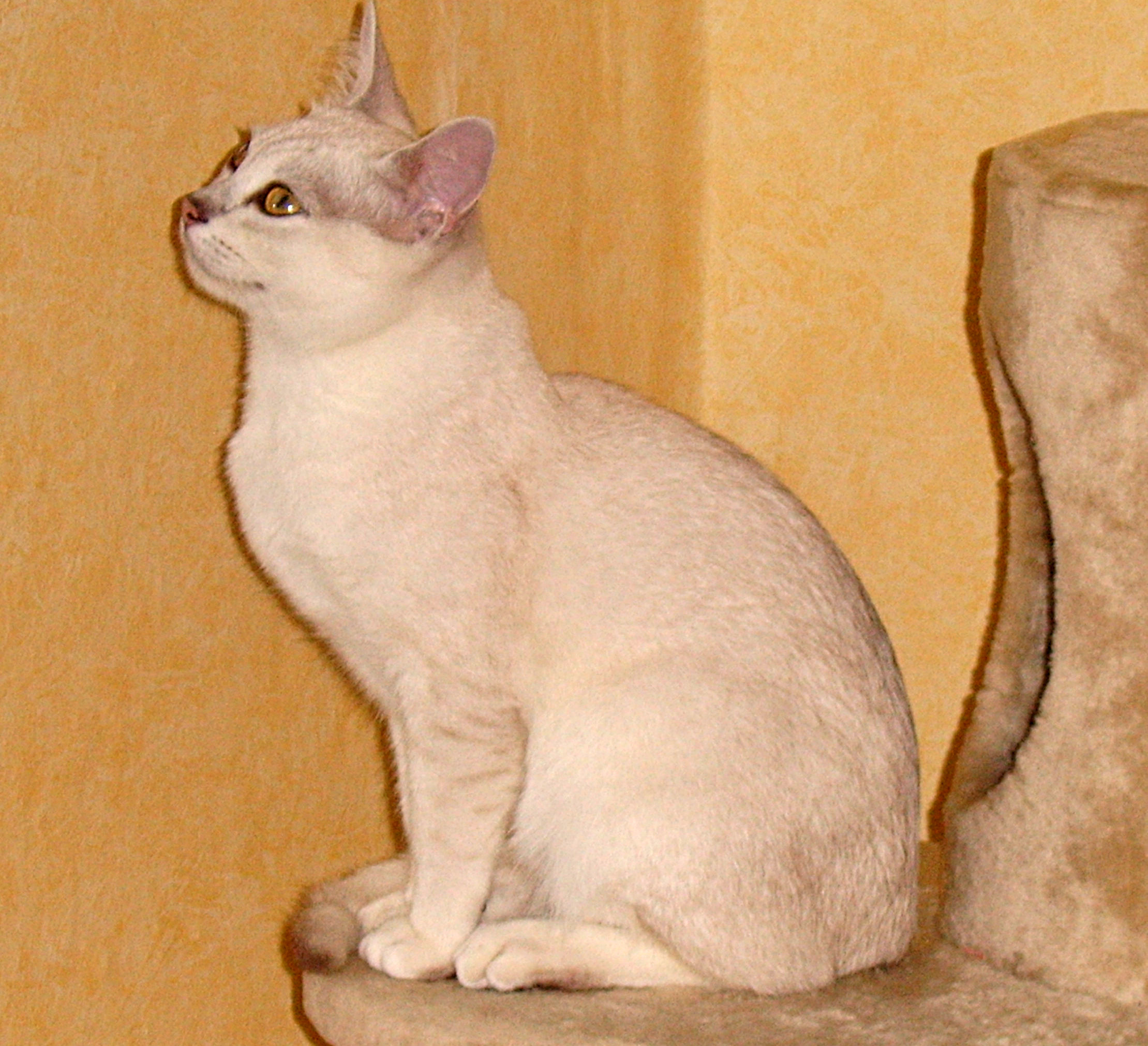
Le burmilla est un chat de taille moyenne, bien musclé et de type semi-foreign.

Le burmilla est un chat de taille moyenne à la silhouette médioligne semi-foreign. Les burmillas dont la silhouette est trop orientale ou cobby sont éliminés du championnat, tout comme les sujets à l'ossature fine ou à la petite taille. Le corps et l'encolure sont bien musclés et le chat est souvent plus lourd qu'il n’y paraît. Le dos est droit et le poitrail arrondi. Les pattes, qui doivent être fines, sont bien proportionnées par rapport au corps. Les pattes arrière sont légèrement plus longues que celles de devant. Les pieds sont de forme ovale et bien dessinés.
La queue est de longueur moyenne, elle doit pouvoir toucher les épaules si on la replie le long du corps. Elle est moyennement épaisse et s’effile vers le bout qui est arrondi.

### Tête

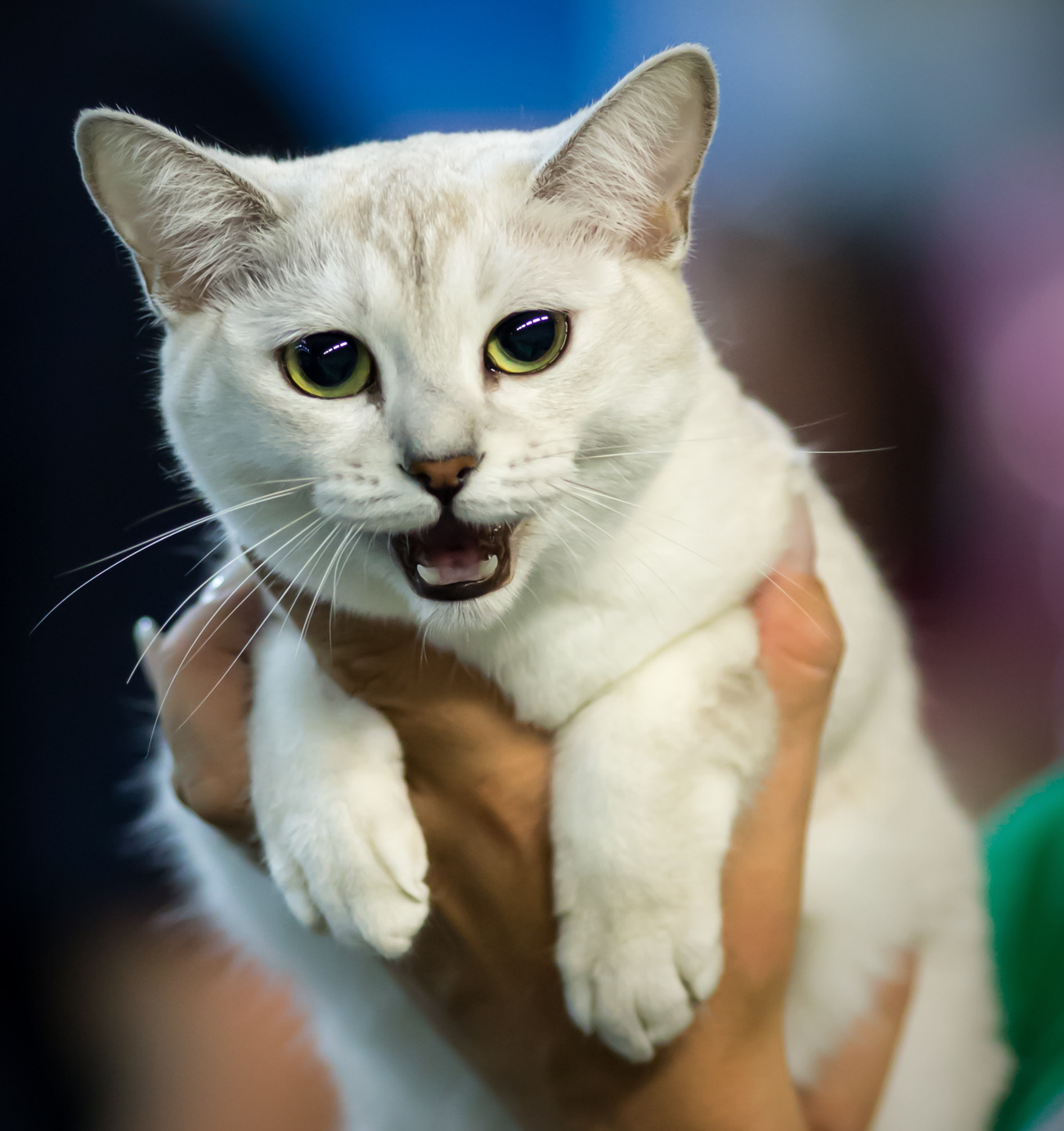
Burmilla noir sépia silver shaded présenté en exposition féline à Vantaa.

La tête de taille moyenne forme un triangle court de face. Les pommettes sont larges, le crâne et le front légèrement bombés. Un crâne plat est considéré comme un défaut. De profil, le stop est bien marqué, puis le nez se termine droit. Les nez busqués sont considérés comme des défauts. Le museau est légèrement arrondi et le menton est assez épais.
Les yeux sont grands. Leur ligne supérieure s’incline vers le nez tandis que la ligne inférieure est arrondie. Les yeux doivent être bien espacés sur la tête. C'est avant tout leur forme et non leur couleur qui prime. Le standard précise toutefois que leur couleur doit être vive. Des yeux à la forme orientale ou ronde, trop proches sur la tête ou très petits sont des défauts. Les couleurs admises sont le jaune et le vert dans toutes leurs nuances, avec une préférence pour le vert pour les robes chinchilla.
Les oreilles sont de taille moyenne, larges à la base et à l'extrémité arrondie. Elles doivent, comme les yeux, être bien espacées sur la tête. Vues de profil, les oreilles pointent vers l'avant. 

### Robe et fourrure

Les différentes nomenclatures du tipping.

La fourrure du burmilla est courte et pratiquement sans sous-poil. Le poil doit être fin, doux, brillant et bien couché sur le corps. Les patrons sépia et traditionnel sont les seuls autorisés. Toutes les couleurs de robe du chat sont acceptées hormis le blanc épistatique. La robe doit présenter un tipping avec ou sans l'action du gène silver et des polygènes golden.
La nomenclature des robes de burmilla varie selon la proportion de couleur sur la longueur du poil, ainsi que pour des raisons historiques. « Shaded » signifie que la couleur est repoussée sur environ un tiers de la longueur du poil, tandis que pour un chat « shell », la couleur représente environ un huitième du poil. Historiquement, les robes rousses silver tipped sont appelées « caméo ». Le « chinchilla » désigne une robe silver shell, généralement pour la couleur noire.
Des sujets à poils longs peuvent éventuellement naître lors de croisements entre burmillas. Ils sont enregistrés comme des tiffany au LOOF et ne sont pas reconnus par la FIFé. L'Australian Cat Federation (ACF), la Cat Fanciers' Association (CFA), la The International Cat Association (TICA) et la World Cat Federation (WCF) autorisent une variété à poil mi-long, le burmilla longhair,,,.

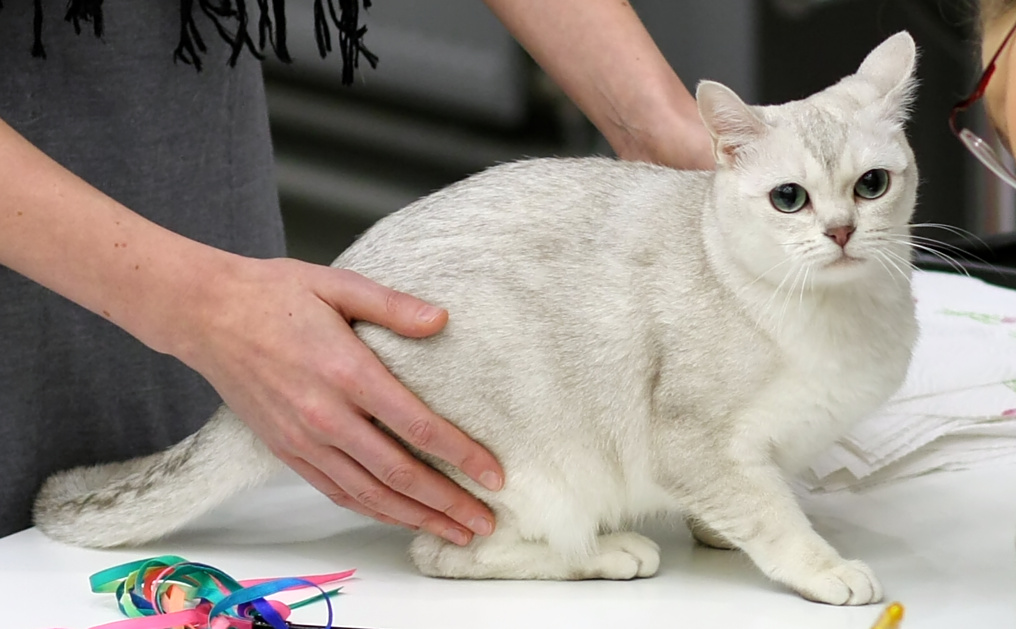
Burmilla bleue silver shaded
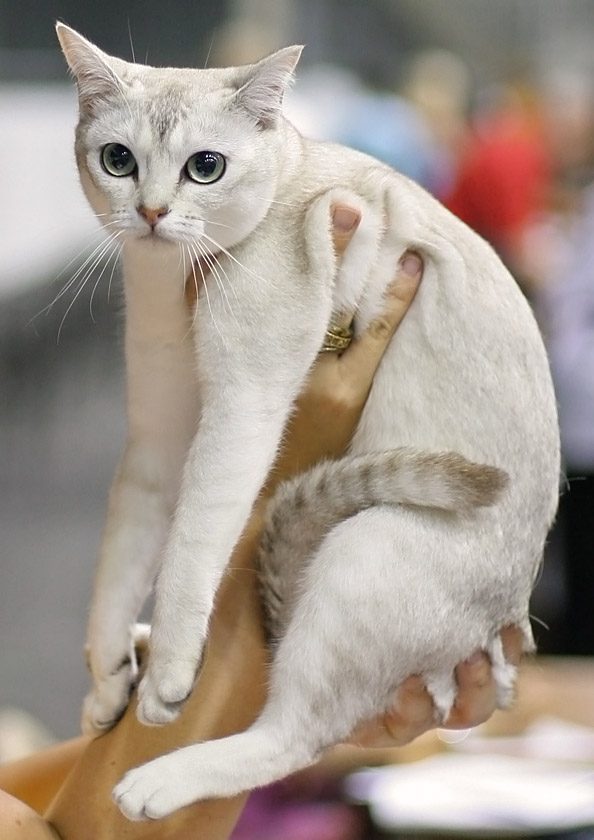
Burmilla noir silver shaded
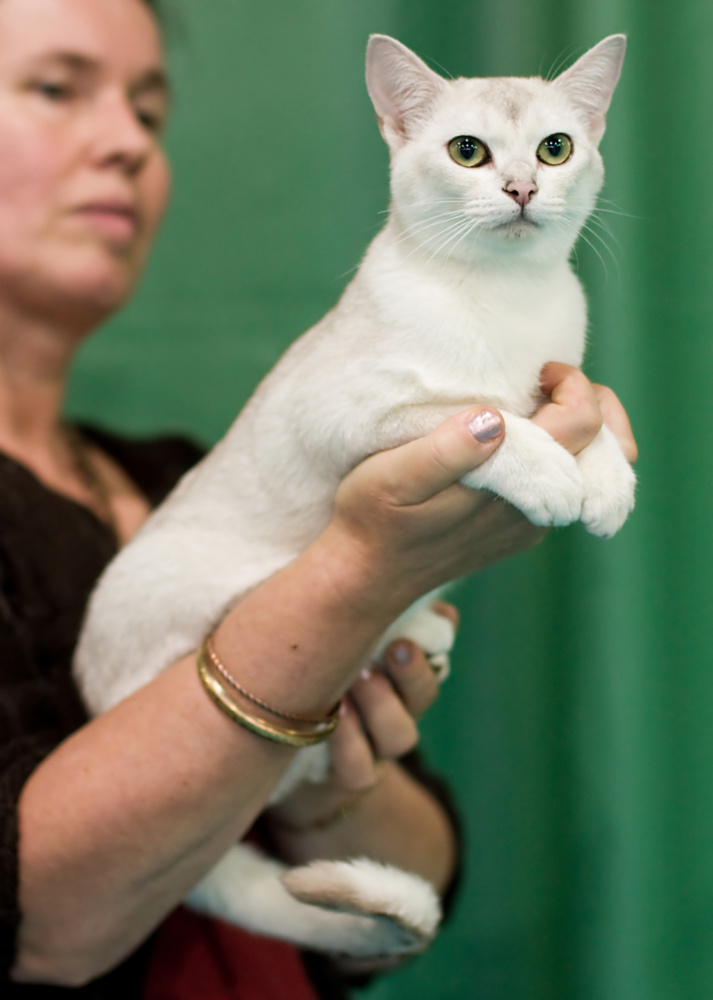
Burmilla chocolat silver shaded
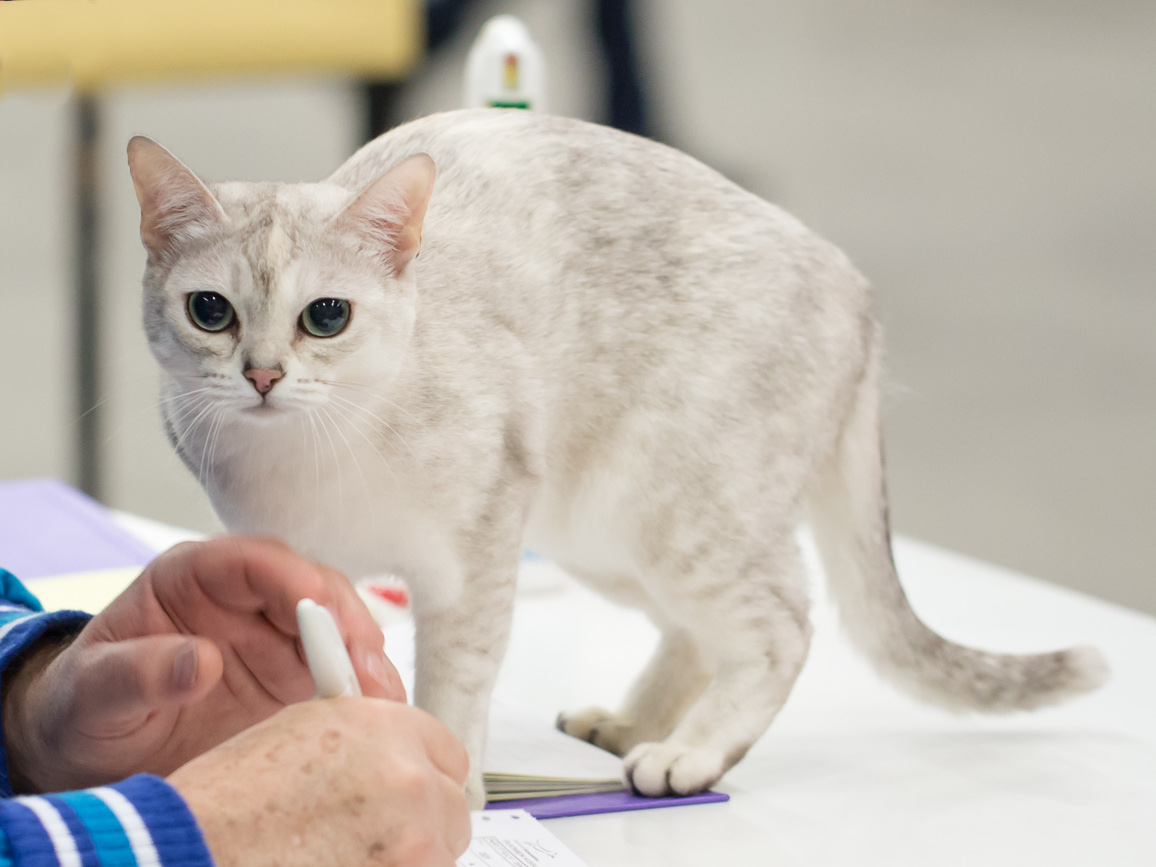
Burmilla écaille de tortue noir silver shaded.

### Mariages autorisés
Les croisements avec le burmese anglais et l'asian sont autorisés par le LOOF. La FIFé n'accepte que des mariages entre burmillas. La CFA autorise les mariages avec l'European burmese et le persan chinchilla, et la TICA entre burmese et persan.

## Caractère

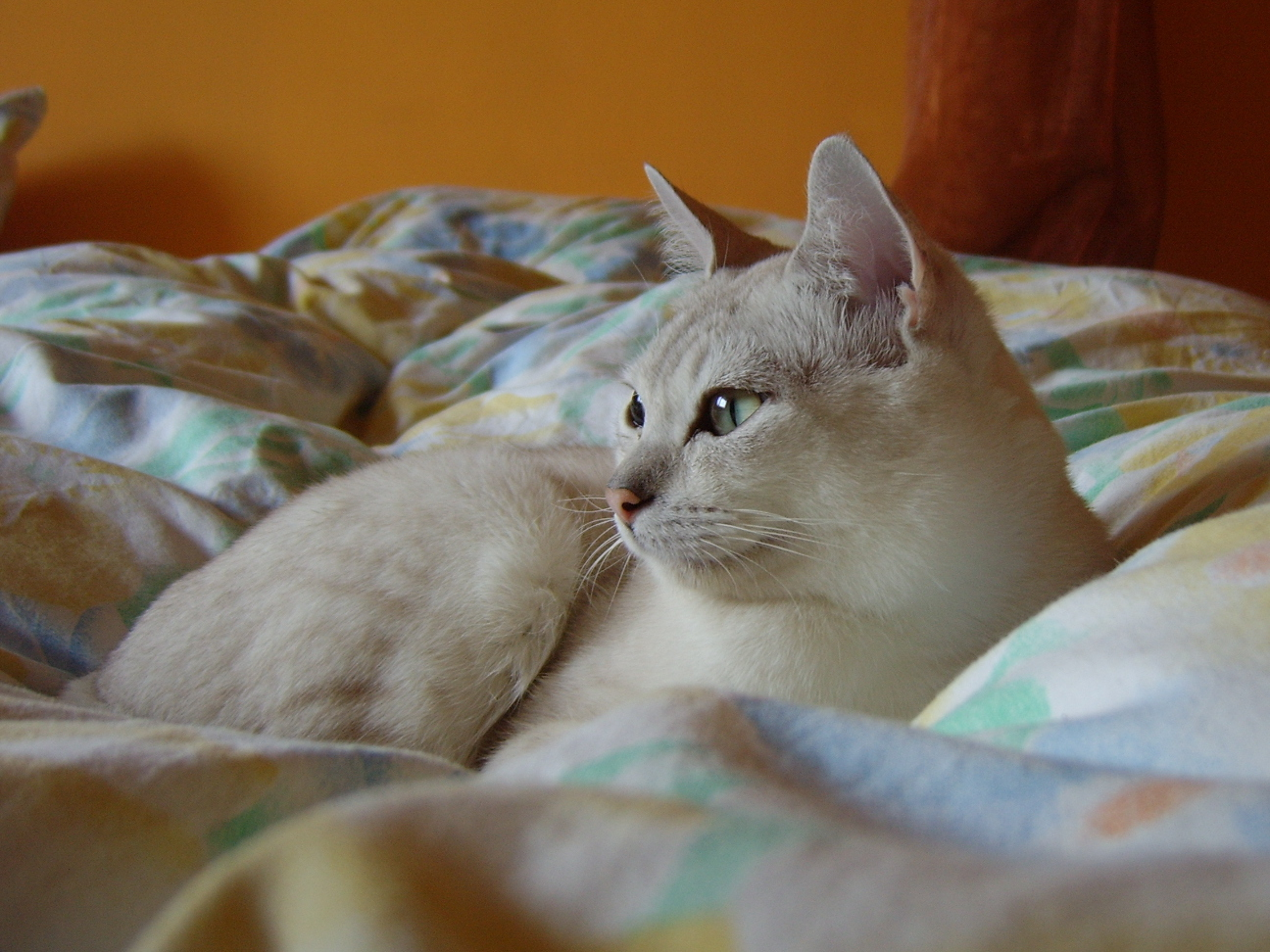
Le burmilla est considéré d'un tempérament doux et gentil, extraverti et joueur.

Les traits de caractère ne sont pas décrits dans les standards et constituent des tempéraments généralement observés chez la race. Christiane Sacase décrit le burmilla comme un chat doux de caractère, réclamant de l'attention et miauleur. Le Dr Bruce Fogle décrit les chats du groupe des asians comme « plus détendus que les burmeses, plus sociables que les persans ». Desmond Morris relève les termes suivants pour désigner le caractère du burmilla : joueur, extraverti, sociable, amical, attentionné, d'un tempérament doux et gentil.

## Élevage

### Génétique
La robe tipped que porte le burmilla est une variante de la robe agouti. Un poil agouti classique est composé de plusieurs bandes de couleurs en alternance. Pour les robes tipped, la bande foncée est repoussée au bout du poil. Shell s'emploie lorsque environ un huitième du poil est pigmenté et shaded pour un tiers du poil pigmenté.
Le gène A détermine la présence d'une robe unie ou agouti, c'est-à-dire à motif tabby. L'allèle A code une robe unie, tandis que l'allèle a, récessif, laisse la robe agouti : le burmilla est forcément agouti soit de génotype a//a. La série d'allèles Wb est responsable de l'allongement de la bande agouti, ce qui repousse la partie la plus pigmentée au bout du poil. En repoussant la couleur sur l'extrémité du poil, les motifs tabby sont masqués. L'allèle Wb, à l'origine des robes tipped, est à dominance incomplète sur wb et son action est complétée par des polygènes, ce qui explique la variabilité des robes tipped (de shaded à shell).
Enfin, le gène I détermine l'apparition des robes silver. Le gène I comprend deux allèles. L'allèle i, récessif, est l'allèle sauvage et ne modifie pas la couleur de la robe : le burmilla sera golden shaded ou golden shell. L'action de l'allèle dominant I est d'arrêter la production de phéomélanine dans le poil, ce qui se traduit par une bande transparente d'apparence blanche : le burmilla sera silver shaded ou chinchilla.
| Génotype | Génotype                      | Génotype     | Phénotype           |
| Gène A   | Gène Wb                       | Gène I       | Phénotype           |
| -------- | ----------------------------- | ------------ | ------------------- |
| a//a     | Wb//wb ou Wb//Wb et polygènes | i//i         | Robes golden tipped |
| a//a     | Wb//wb ou Wb//Wb et polygènes | I//i ou I//I | Robes siver tipped  |

### Associations d'élevage
Le Burmilla-Asian Association et le Burmilla Cat Club sont les deux associations d'élevage britanniques à l'origine du développement et de la reconnaissance officielle de la race. En France, BeAuTiful cats est, depuis 2010, la seule association d'élevage reconnue par le LOOF ; elle gère les races burmese anglais, asian, tiffany et burmilla, en concertation avec les instances statutaires du Loof, et notamment, la Commission des Standards et des Plans d'Elevage.

### Entretien
L'entretien du burmilla ne demande pas de toilettage spécifique,. Il est recommandé un brossage hebdomadaire et un lustrage au gant.

### Liens avec d'autres races

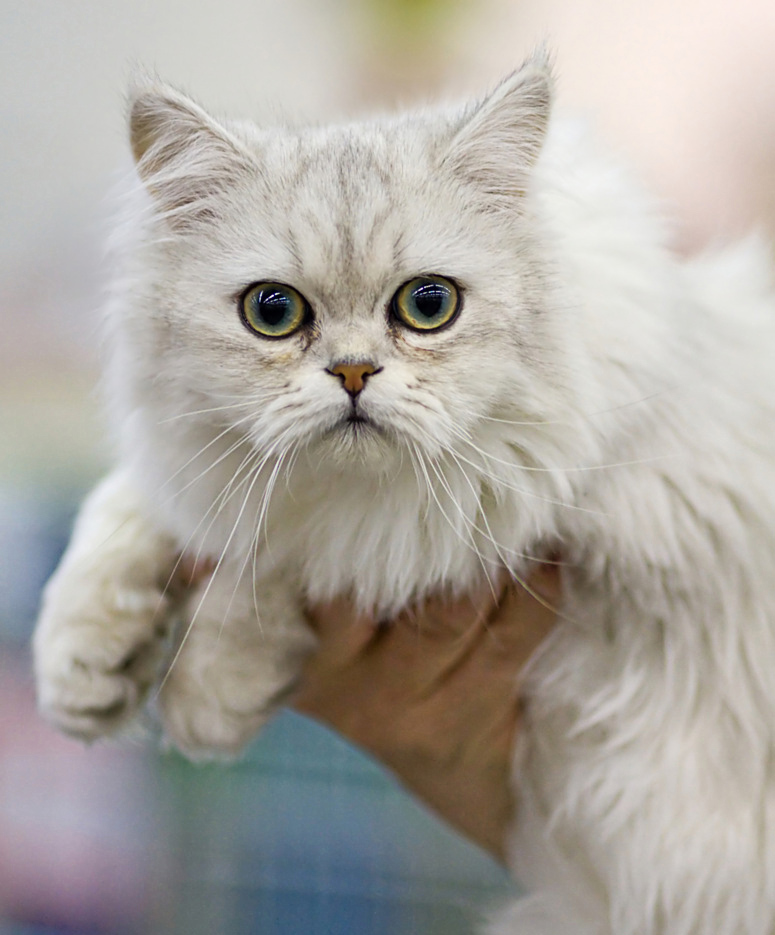
Cet asian tipped à poil long est considéré comme un tiffany par la FIFé, mais deviendrait un burmilla longhair pour les fédérations nord-américaines.

Le burmilla fait partie du groupe des asians. Il est apparenté au burmese anglais et au persan. Le programme d'élevage du burmilla est à l'origine de la création de la race asian et du tiffany, sa variété à poil mi-long,. Les fédérations américaines, la TICA et la CFA, considèrent une variété à poil mi-long du burmilla, le burmilla longhair, qui correspondrait à un tiffany tipped dans les fédérations européennes,.